# Acrolyta okadai
Acrolyta okadai là một loài tò vò trong họ Ichneumonidae.